# Wervicq-Sud
Ne doit pas être confondu avec Wervicq.
Wervicq-Sud (en néerlandais : Zuid-Wervik) est une commune française située dans le département du Nord, en région Hauts-de-France. Elle fait partie de la Métropole européenne de Lille. Elle se trouve sur la rivière la Lys qui forme la frontière avec la Belgique et la commune de Wervicq, dans la province de Flandre occidentale, en Région flamande.

## Géographie

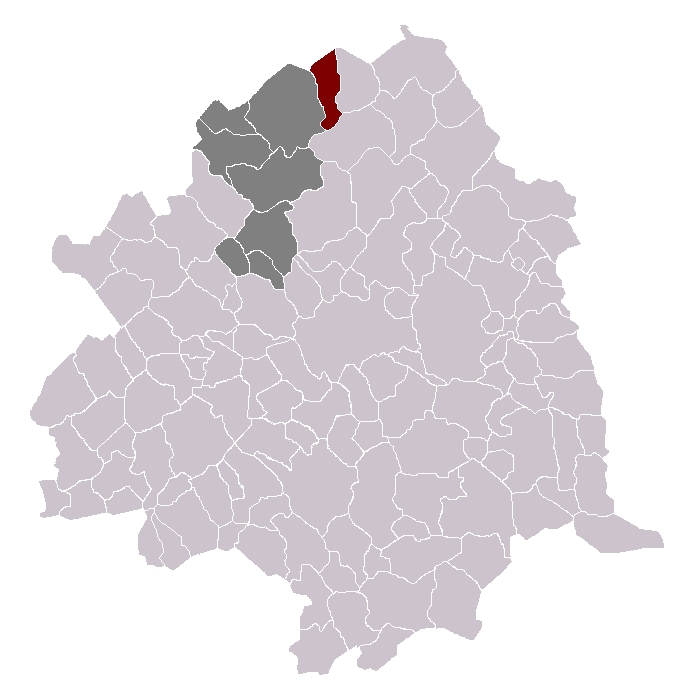
Wervicq-Sud dans son canton et son arrondissement.

### Situation
Située à 15 kilomètres au nord de Lille et à 20 kilomètres au sud-est d'Ypres, Wervicq, dont Wervicq-Sud est la partie française, est une ville très ancienne.
La commune est séparée de  Wervicq (en néerlandais Wervik) en Belgique par la Lys. Le pont frontière reliant les deux villes a été inauguré le 11 septembre 1955. Les communes de Bousbecque, Comines, Halluin, Linselles ou Roncq sont des villes avoisinantes.
Depuis 1974-1975, la ville est jumelée avec Roetgen, ville allemande située entre Aix-la-Chapelle et Montjoie.

### Communes limitrophes
|         | Wervik (be) |            |
| Comines | Wervicq-Sud | Bousbecque |
|         | Linselles   |            |

### Hydrographie

#### Réseau hydrographique
La commune est située dans le bassin Artois-Picardie. Elle est drainée par la Lys, la Becque des Bois, la Blanche Bannière, la Noire Bouteille, la rivière  la Lys et un autre petit cours d'eau,.
La Lys, d'une longueur de 134 km en France, prend sa source dans la commune de Lisbourg, à l'altitude de 114,7 mètres, et se jette dans l'Escaut à Gand à 4,45 mètres d'altitude. Les caractéristiques hydrologiques de la Lys sont données par la station hydrologique située sur la commune. Le débit moyen mensuel est de 26,3 m3/s. Le débit moyen journalier maximum est de 17 903 janvier 2 024 235 m3/s, atteint le 4 juillet 2005.

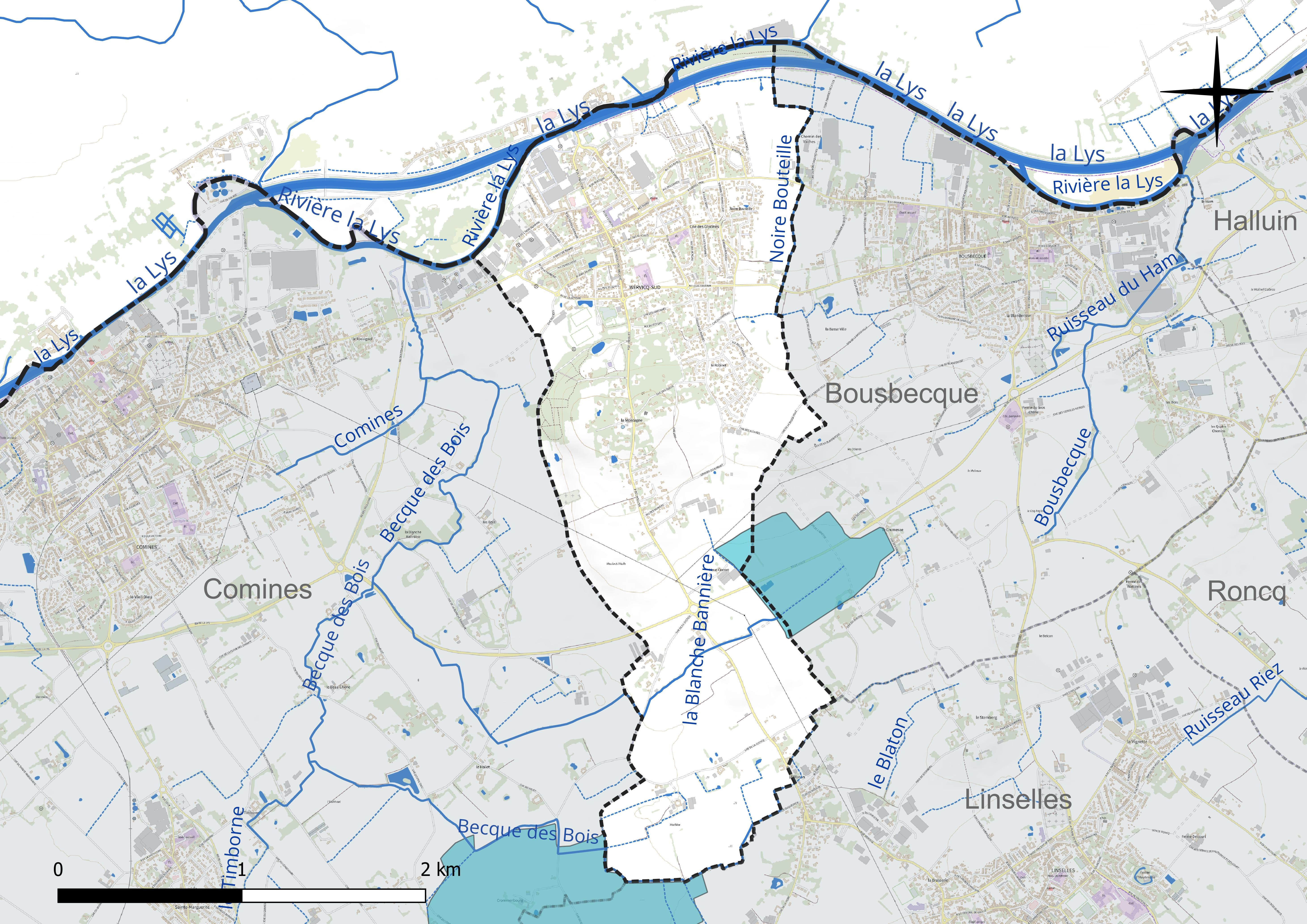
Réseau hydrographique de Wervicq-Sud.

#### Gestion et qualité des eaux
Le territoire communal est couvert par le schéma d'aménagement et de gestion des eaux (SAGE) « Marque Deûle ». Ce document de planification concerne un territoire de 1 120 km2 de superficie, délimité par les bassins versants de la Marque et de la Deûle, formant une vaste cuvette sédimentaire de 40 km de long et de 25 km de large, où la pente est très faible. Le périmètre a été arrêté le 2 décembre 2005 et le SAGE proprement dit a été approuvé le 9 mars 2020. La structure porteuse de l'élaboration et de la mise en œuvre est la Métropole européenne de Lille. 
La qualité des cours d'eau peut être consultée sur un site dédié géré par les agences de l'eau et l'Agence française pour la biodiversité. 

### Climat
Pour des articles plus généraux, voir Climat des Hauts-de-France et Climat du Nord.
En 2010, le climat de la commune est de type climat océanique dégradé des plaines du Centre et du Nord, selon une étude du CNRS s'appuyant sur une série de données couvrant la période 1971-2000. En 2020, Météo-France publie une typologie des climats de la France métropolitaine dans laquelle la commune est exposée à un climat océanique et est dans la région climatique  Nord-est du bassin Parisien, caractérisée par un ensoleillement médiocre, une pluviométrie moyenne régulièrement répartie au cours de l'année et un hiver froid (3 °C). 
Pour la période 1971-2000, la température annuelle moyenne est de 10,8 °C, avec une amplitude thermique annuelle de 14,3 °C. Le cumul annuel moyen de précipitations est de 702 mm, avec 12,5 jours de précipitations en janvier et 8,9 jours en juillet. Pour la période 1991-2020, la température moyenne annuelle observée sur la station météorologique la plus proche, située sur la commune de Lesquin à 21 km à vol d'oiseau, est de 11,3 °C et le cumul annuel moyen de précipitations est de 740,0 mm,. Pour l'avenir, les paramètres climatiques de la commune estimés pour 2050 selon différents scénarios d'émission de gaz à effet de serre sont consultables sur un site dédié publié par Météo-France en novembre 2022.

## Urbanisme

### Typologie
Au 1er janvier 2024, Wervicq-Sud est catégorisée centre urbain intermédiaire, selon la nouvelle grille communale de densité à sept niveaux définie par l'Insee en 2022.
Elle appartient à l'unité urbaine de Lille (partie française), une agglomération internationale regroupant 60  communes, dont elle est une commune de la banlieue,,. Par ailleurs la commune fait partie de l'aire d'attraction de Lille (partie française), dont elle est une commune de la couronne,. Cette aire, qui regroupe 201 communes, est catégorisée dans les aires de 700 000 habitants ou plus (hors Paris),.

### Occupation des sols
L'occupation des sols de la commune, telle qu'elle ressort de la base de données européenne d'occupation biophysique des sols Corine Land Cover (CLC), est marquée par l'importance des territoires agricoles (56,9 % en 2018), en diminution par rapport à 1990 (63,2 %). La répartition détaillée en 2018 est la suivante :
terres arables (49,4 %), zones urbanisées (35,5 %), zones industrielles ou commerciales et réseaux de communication (7,6 %), prairies (7,5 %). L'évolution de l'occupation des sols de la commune et de ses infrastructures peut être observée sur les différentes représentations cartographiques du territoire : la carte de Cassini (XVIIIe siècle), la carte d'état-major (1820-1866) et les cartes ou photos aériennes de l'IGN pour la période actuelle (1950 à aujourd'hui).

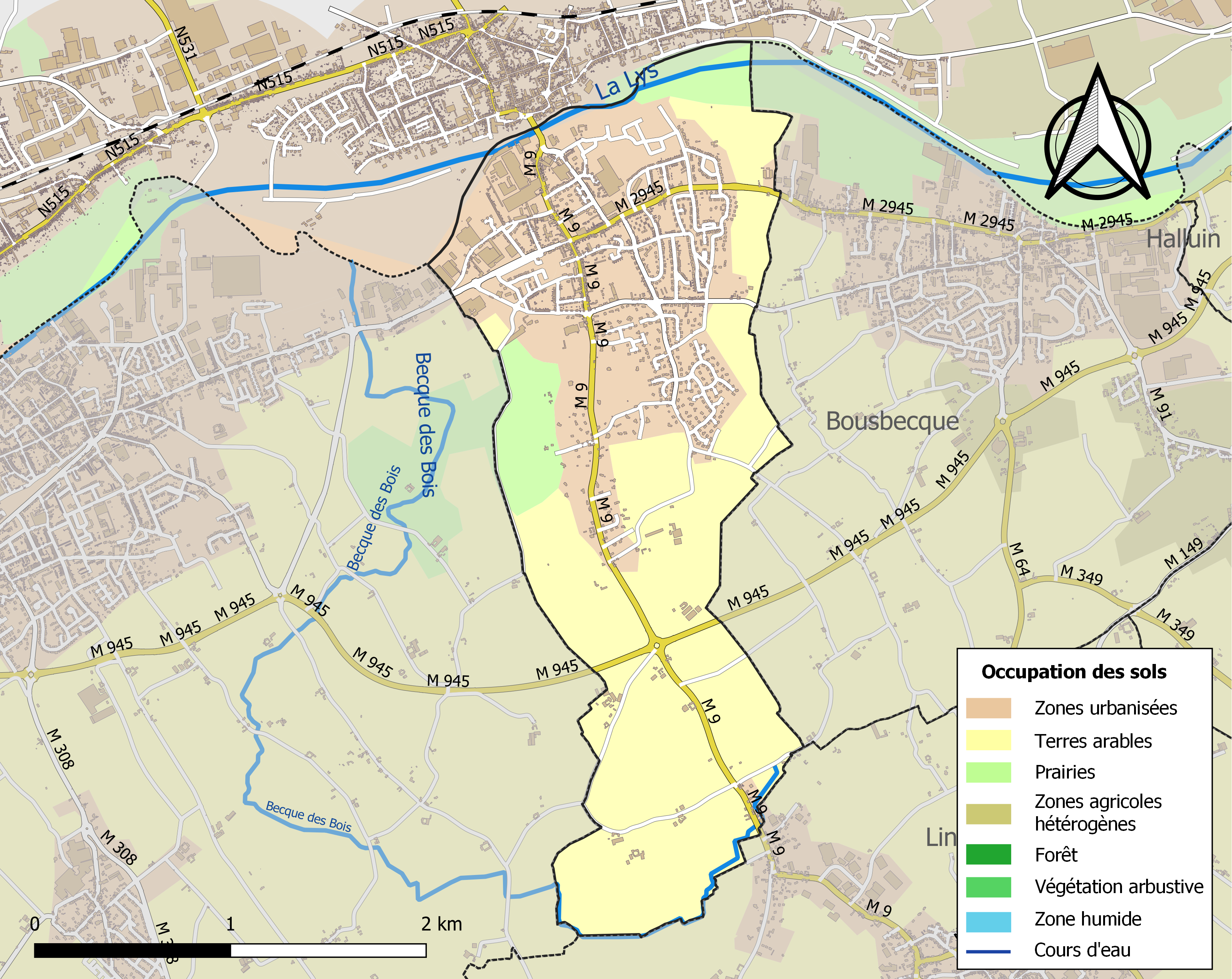
Carte des infrastructures et de l'occupation des sols de la commune en 2018 (CLC).

### Voies de communication et transports

#### Par route
La route départementale 945, l'ex route nationale 345, qui relie Halluin / Menin à Béthune, traverse la ville.

#### Transports en commun
La commune est desservie, en 2023, par les lignes 82, 84, 86, 940, 942, 943, 944 et par les lignes de transport à la demande 24R et 82R du réseau Ilévia.

#### Tramway
De 1896 à 1931 opérait le tramway d'Armentières à Halluin. Passant par la vallée de la Lys, il desservait les communes de Bousbecque, Wervicq, Comines, Houplines, Frelinghien, Deûlémont et Warneton. Jamais rentable, il est supplanté par la mise en place, en 1929, d'autocars.

## Toponymie
Le nom de la localité est attesté sous les formes Viroviacum au IIIe siècle, vers 300, en 376 (Itinéraire d'Antonin) ; Wervi en 1090 / 1114 ; Wervhec en 1143 ; Wervecke en 1198 ; Wervek en 1268 ; Wervy en 1480,.
Frans Wervik/Zuid-Wervik en néerlandais.
Il s'agit d'une formation toponymique gauloise (belge) ou gallo-romaine en -(i)acum suffixe localisant, puis marquant la propriété. Il a généralement abouti à -(e)i à l'époque médiévale en langue d'oïl, noté plus tardivement -y comme le montrent les formes Wervi de 1090 et Wervy de 1480, formes romanes. En revanche, en flamand, il donne généralement -ek(e) / -i(j)k / -aken.
Le premier élément Virov(i)- germanisé par la suite en Werv- représente le nom de personne celtique (belgo-gaulois) Wirovius (autrement noté Virovivs / Uirouius), d'où le sens global de « propriété de Wirovius ».

## Histoire
Wervicq-Sud et Wervicq (Belgique) (en néerlandais Wervik) ne forment jusqu'au XVIIe siècle qu'une seule et même entité puisque la séparation effective des deux communes sera prononcée sous Louis XIV. Leur histoire est donc liée.

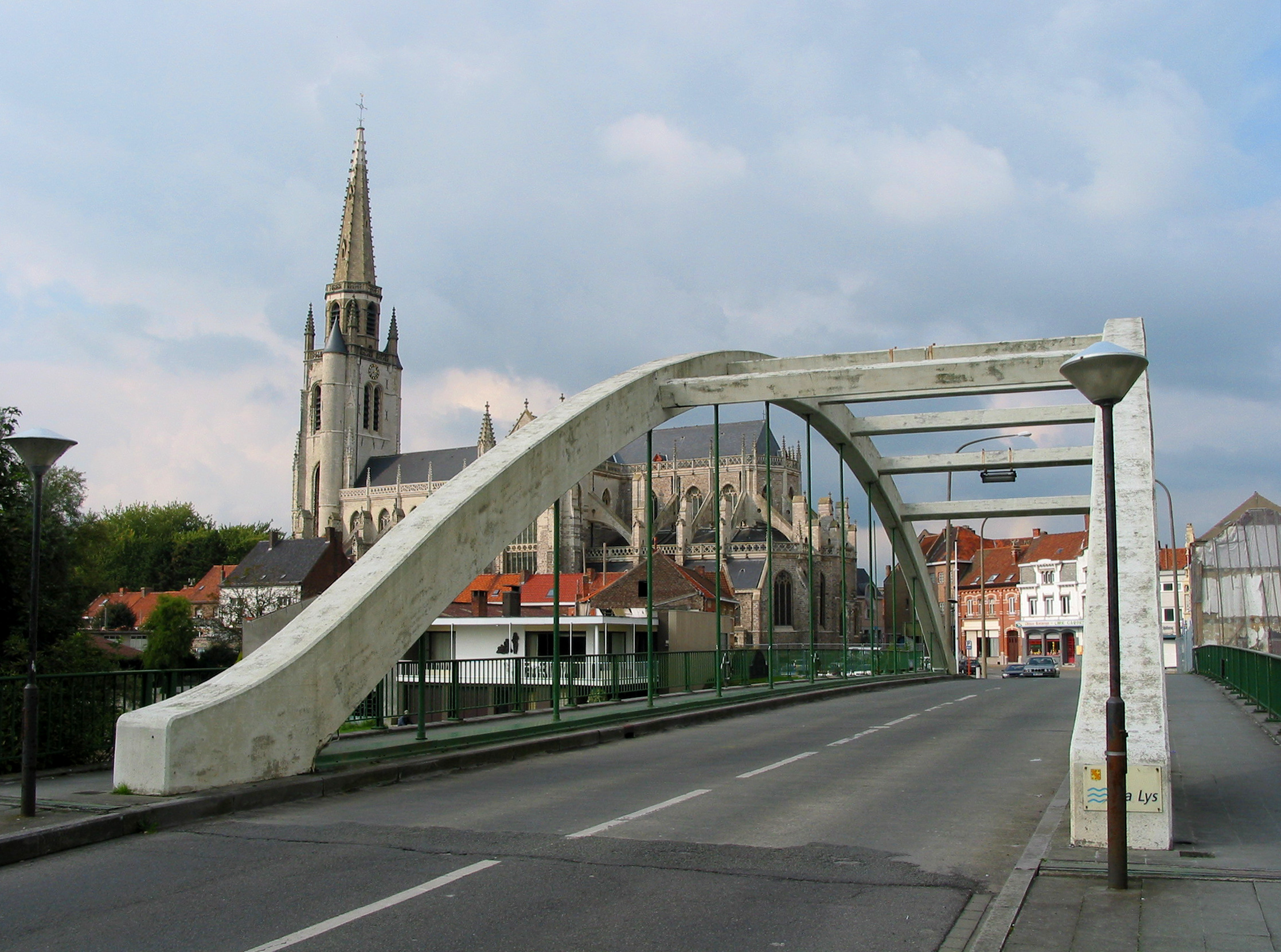
L'ancien pont frontière sur la Lys et l'église Saint-Médard de Wervicq (Belgique).

### L'époque gallo-romaine
L'homme s'installe dans la vallée de la Lys dès la Préhistoire. À cette époque, il ne s'agit que de petits foyers de peuplement. Ce sont donc d'abord les Celtes qui se sont installés parmi les premières peuplades connues. Il est probable qu'ils choisirent ce lieu car le passage de la rivière, à l'époque sauvage et marécageuse, était mieux adapté à la traversée et que la proximité d'un petit mont appelé « la montagne de Wervicq-sud » surplombe la vallée et offrait un lieu de défense stratégique et de refuge adapté en cas d'inondation dues aux crues.
C'est à cette même période que les Romains installèrent un camp fortifié dont on a retrouvé des traces. On retrouve d'ailleurs sa trace sur l'itinéraire d'Antonin (IIIe siècle) puis dans la table de Peutinger (IIIe siècle) comme Virovino, puisque la voie romaine de Tournai à Cassel traversait la Lys. Halte de repos entre bases militaires et centres commerciaux, la ville comptait alors à peu près 2 000 habitants.
Après la longue agonie de l'Empire romain qui subit les invasions incessantes des tribus germaniques s'installant en grande masse en Gaule, Wervicq n'est guère plus évoquée.

### Moyen Âge
En 1070, la comtesse Richilde de Hainaut a complètement dévasté la ville au cours de la guerre civile qui oppose la régente à Robert le Frison et qui ne tarde pas à ravager le comté de Flandre.
Il faut encore attendre 1090 pour retrouver trace de Wervicq dans les écrits de l'archevêque de Tournai. Au XIe siècle, la ville retrouve son lustre grâce au développement de la draperie qui devient un produit très recherché à cette période. La ville s'enrichit et le célèbre chroniqueur, Froissart, la décrit comme « une grosse ville avec hostels tous plains de draps, de pennes, d'or et d'argent ».
La ville est cependant victime de terribles incendies en 1116, 1206, 1382 et 1460. Toutefois, au XIVe siècle par l'octroi de chartes de draperie par Louis Ier de Flandre et Louis II de Flandre, la ville connaît un nouvel essor dans le commerce de draps.
Le début du XVe siècle est difficile pour la ville: Elle doit faire face à des épidémies de peste, des guerres et de nombreux pillages entre 1419 et 1436. La draperie, à la suite des départs des financiers italiens, périclite.
Jusqu'en 1527, la ville dépend des comtes de Flandre. Le traité de Madrid la fait passer sous la souveraineté du Saint Empire. Elle adhère au XVIe siècle à de nouvelles idées sociales et religieuses, notamment sous l'influence des Gueux. À la suite de cela, La ville est complètement détruite en 1578 lors de la guerre des mécontents. Au début du XVIIe siècle, il reste moins de 1 000 habitants.

### Époque moderne
Dépendante de l'Espagne, Wervicq est coupée en deux par la conquête de Louis XIV en 1667.
En 1713, le traité d'Utrecht entérine la division de la commune. La partie Nord se retrouve sous influence autrichienne et suivra le sort des provinces belges, la partie Sud sous influence française est rattachée à la Flandres maritime et correspond au début de l'entité Wervicq-Sud. Le découpage territorial actuel institué par la Constituante en 1790 est définitivement fixé par le traité de Courtrai du 28 mars 1820.
Durant ce même siècle, le textile tend à disparaître au détriment de la culture du tabac développée, comme le veut la légende, par le Wervicquois le plus célèbre : Jehan Van d'Helle
Lorsqu'en 1789, arrive la Révolution Française, Wervicq-Sud devient une véritable commune indépendante.
La ville est occupée par les ennemis coalisés contre la France en 1792. Ils y causent de gros dégâts
La paroisse est créée en 1802. Le premier curé, Boniface Clarisse, officie dans l'unique lieu de culte : une vieille chapelle. Avec seulement une quarantaine de places, l'édifice, où il pleuvait régulièrement à l'intérieur, n'était pas adapté à la population. Très vite, la messe sera dite dans une « maison particulière ».
C'est Jean-Baptiste Parent, le deuxième curé de la paroisse, qui fait construite en 1827, la première église d'une capacité de 500 places. À peine construite, elle est déjà trop petite pour une population qui va quasiment tripler en un demi-siècle, avec l'industrialisation et le développement de l'industrie textile. C'est à Julien-Joseph Roussel, curé de 1835 à 1889 que l'on doit l'église actuelle. Elle sera bénie le 2 février 1875, après une procession solennelle au cours de laquelle les objets du culte seront transportés de l'ancienne à la nouvelle église.
Wervicq-Sud demeure religieusement dépendante du diocèse de Tournai. En 1802, elle relève du diocèse de Cambrai puis de Lille à partir de 1913.

### Révolution industrielle
La première Révolution industrielle permet le développement de la ville qui passe de 1 262 habitants en 1804 à 3075 en 1874. Les usines textiles implantées sur le territoire communal attirent une forte immigration de travailleurs étrangers, notamment belges, et sont aussi la cause d'une véritable pagaille quotidienne sur le pont enjambant la Lys qui voit passer des milliers de travailleurs frontaliers.
À partir de 1870, avec l'avènement des machines à vapeur, les manufactures prennent le relais des métiers manuels qui permettent une meilleure productivité et vont se développer plus rapidement avec l'arrivée du train au XIXe siècle.
C'est dans ce contexte favorable qu'arrivent la Première Guerre mondiale et ses conséquences désastreuses pour la ville.

### Première Guerre mondiale
Les premiers Allemands pénètrent dans la ville les 4 et 5 octobre 1914. Le 6, ils dynamitent le pont frontière. À l'arrière immédiat du front, Wervicq-Sud sert de lieu de repos et d'hôpital pour les soldats allemands. Durant cette période des personnages historiques feront un bref passage dans la commune, notamment Adolf Hitler qui, après avoir été gazé, a été soigné dans le Château Blanc, lieu où le peintre allemand Max Beckmann, l'un des pères fondateurs de l'expressionnisme, exerçait en tant qu'infirmier.
Durant la guerre, les usines sont pillées par l'occupant ou détruites par les combats. Évacuée en 1917, la ville est complètement détruite.
Après ces années d'occupation, les troupes britanniques, belges et françaises libèrent la commune le 17 octobre 1918. À l'armistice, la reconstruction se fait difficilement et la population ne revient qu'au compte-gouttes.

### Entre deux-guerres et Seconde Guerre mondiale
À la veille de la Seconde Guerre mondiale, Wervicq-Sud ne compte que 2 002 habitants. Après le conflit, l'industrie textile est relancée grâce aux métiers allemands et aux dommages de guerre. Mais un certain nombre d'usines ne seront pas reconstruites ou changeront de localisation dans la Vallée de la Lys. La relance sera difficile.
En mai 1940, Anglais et Allemands s'affrontent de nouveau lors de la Bataille de la Lys. Le pont construit en 1927-1928 est dynamité par les Alliés en 1940. Occupée, la cité est libérée par les troupes anglaises le 4 septembre 1944. Un nouvel ouvrage franchissant la Lys est inauguré le 11 septembre 1955.

### De la Libération à nos jours
Après la Seconde Guerre mondiale, de nouveaux quartiers sont créés. C'est à partir de 1950 que Wervicq-Sud renoue avec l'essor. Malgré la crise industrielle, le tissu économique wervicquois reste encore majoritairement marqué par une activité industrielle textile.
Sur le plan démographique, la population n'a, elle, cessé d'augmenter pour atteindre en 2005 près de 4 700 habitants et celle-ci devrait encore s'accroître avec le développement de nouveaux quartiers d'habitations en centre-ville, sur la Friche Dalle et aux abords de la Lys.
En février 2017, la reconstruction du pont est achevée dans le cadre de l'aménagement à grand gabarit (classe IV) de la Lys. Le nouveau pont a été inauguré le jeudi 25 mai 2017.
En 2018, les deux villes fêtent leurs 2 050 ans d'existence.

### Héraldique
| Blason de Wervicq-Sud | Blason  | D'or à la bande de gueules, accompagnée de six quintefeuilles du même ordonnées en orle. |
| Blason de Wervicq-Sud | Détails |                                                                                          |

## Politique et administration
| Période   | Période   | Identité                  | Étiquette | Qualité         |
| --------- | --------- | ------------------------- | --------- | --------------- |
| 1800      | 1813      | Jean-Baptiste Tranneel    |           |                 |
| 1813      | 1822      | Isidor Bernard Billiard   |           |                 |
| 1822      | 1852      | Jean François Van Eslande |           |                 |
| 1852      | 1870      | Bernard Billiard          |           |                 |
| 1870      | 1881      | Alfred Julien Saint-Léger |           |                 |
| 1881      | 1885      | Jules César Flipo         |           |                 |
| 1885      | 1901      | Ignace Van Eslande        |           |                 |
| 1901      | 1905      | Henri Serruys             |           |                 |
| 1905      | 1935      | Jules Dorny               |           |                 |
| 1935      | 1940      | Robert Vanrullen          |           |                 |
| 1940      | 1944      | Louis Hollebecque         |           |                 |
| 1944      | 1958      | Robert Vanrullen          |           |                 |
| 1958      | 1971      | Paul Plovier              |           |                 |
| 1971      | mars 1983 | Antoine Feys              |           |                 |
| mars 1983 | mars 1989 | André Desmet              |           | Maire honoraire |
| mars 1989 | juin 1995 | André Braem               |           |                 |
| juin 1995 | mars 2001 | Georges Straseele         |           | Maire honoraire |
| mars 2001 | mai 2020  | Jean-Gabriel Jacob        | DVD       | Retraité        |
| mai 2020  | En cours  | David Heiremans           | DVD       |                 |

### Enseignement
- Écoles maternelles :
  - École publique les Glycines
  - Groupe scolaire privé Saint-Joseph
- Écoles primaires :
  - École publique Louis-Pasteur
  - Groupe scolaire privé Saint-Joseph

## Population et société

### Démographie

#### Évolution démographique
L'évolution du nombre d'habitants est connue à travers les recensements de la population effectués dans la commune depuis 1793. Pour les communes de moins de 10 000 habitants, une enquête de recensement portant sur toute la population est réalisée tous les cinq ans, les populations de référence des années intermédiaires étant quant à elles estimées par interpolation ou extrapolation. Pour la commune, le premier recensement exhaustif entrant dans le cadre du nouveau dispositif a été réalisé en 2005.

En 2022, la commune comptait 5 446 habitants, en évolution de +0,63 % par rapport à 2016 (Nord : +0,51 %, France hors Mayotte : +2,11 %).
| 1793  | 1800  | 1806  | 1821  | 1831  | 1836  | 1841  | 1846  | 1851  |
| ----- | ----- | ----- | ----- | ----- | ----- | ----- | ----- | ----- |
| 1 525 | 1 241 | 1 234 | 1 489 | 1 570 | 1 683 | 1 725 | 1 801 | 1 872 |

| 1856  | 1861  | 1866  | 1872  | 1876  | 1881  | 1886  | 1891  | 1896  |
| ----- | ----- | ----- | ----- | ----- | ----- | ----- | ----- | ----- |
| 2 159 | 2 608 | 2 989 | 3 038 | 2 985 | 2 545 | 2 517 | 2 313 | 2 311 |

| 1901  | 1906  | 1911  | 1921  | 1926  | 1931  | 1936  | 1946  | 1954  |
| ----- | ----- | ----- | ----- | ----- | ----- | ----- | ----- | ----- |
| 2 390 | 2 304 | 2 294 | 1 884 | 2 060 | 2 017 | 2 002 | 2 328 | 2 074 |

| 1962  | 1968  | 1975  | 1982  | 1990  | 1999  | 2005  | 2006  | 2010  |
| ----- | ----- | ----- | ----- | ----- | ----- | ----- | ----- | ----- |
| 2 593 | 3 114 | 3 991 | 4 163 | 4 328 | 4 288 | 4 683 | 4 688 | 4 696 |

| 2015  | 2020  | 2022  | - | - | - | - | - | - |
| ----- | ----- | ----- | - | - | - | - | - | - |
| 5 414 | 5 322 | 5 446 | - | - | - | - | - | - |

#### Pyramide des âges
La population de la commune est relativement jeune.
En 2018, le taux de personnes d'un âge inférieur à 30 ans s'élève à 38,1 %, soit en dessous de la moyenne départementale (39,5 %). À l'inverse, le taux de personnes d'âge supérieur à 60 ans est de 22,4 % la même année, alors qu'il est de 22,5 % au niveau départemental.
En 2018, la commune comptait 2 618 hommes pour 2 766 femmes, soit un taux de 51,37 % de femmes, légèrement inférieur au taux départemental (51,77 %).
Les pyramides des âges de la commune et du département s'établissent comme suit.
| Hommes | Classe d’âge | Femmes |
| ------ | ------------ | ------ |
| 0,4    | 90 ou +      | 0,6    |
| 4,7    | 75-89 ans    | 6,7    |
| 14,9   | 60-74 ans    | 17,4   |
| 20,7   | 45-59 ans    | 19,1   |
| 19,9   | 30-44 ans    | 19,3   |
| 18,2   | 15-29 ans    | 16,6   |
| 21,2   | 0-14 ans     | 20,3   |

| Hommes | Classe d’âge | Femmes |
| ------ | ------------ | ------ |
| 0,5    | 90 ou +      | 1,4    |
| 5,3    | 75-89 ans    | 8,1    |
| 14,8   | 60-74 ans    | 16,2   |
| 19,1   | 45-59 ans    | 18,4   |
| 19,5   | 30-44 ans    | 18,7   |
| 20,7   | 15-29 ans    | 19,1   |
| 20,2   | 0-14 ans     | 18     |

## Économie
Plus de cinquante associations (sportives, économiques, caritatives, touristiques, historiques ou de loisirs) animent la vie locale.
La commune possède un tissu économique très varié où prédomine le textile avec entre autres :
- La société Cousin-Frères, créée en 1848 à Comines et reconstruite à Wervicq-Sud en 1920 après sa totale destruction en 1917, qui est à l'origine un fabricant de lacets. Avant de devenir, au début des années 1950, leader européen des cordes techniques. Aujourd'hui, le groupe est spécialisé dans les produits de haute technicité ; cordages destinés au yachting, à l'escalade, joncs de fibres optiques, ou encore les textiles médicaux implantables.
- La société Plovier, créée en 1920, d'abord spécialisée dans la production de lacets et d'accessoires axés autour de la chaussure, elle s'est aujourd'hui diversifiée autour du conditionnement sous blisters. Après 90 ans d'existence, l'entreprise a été placée en liquidation judiciaire en octobre 2011[37].

## Lieux et monuments

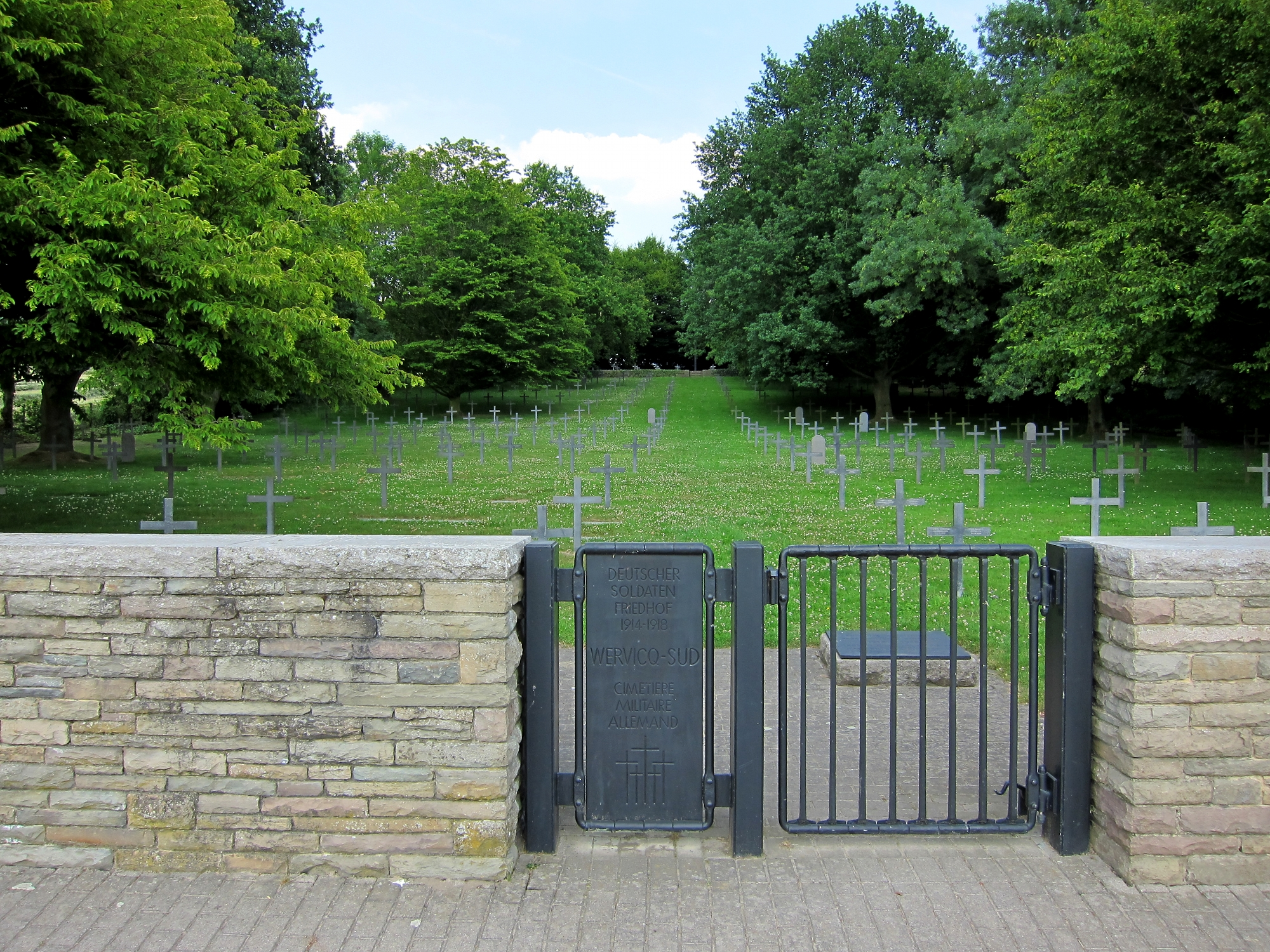
Le cimetière allemand de Wervicq-Sud

Plusieurs lieux et monuments notables se trouvent sur la commune :
- Au lieu-dit "La Montagne", une butte-témoin[39], se trouve l'ancienne propriété Dalle-Dumont, propriété communale de 13 hectares, composée de 3 parties :
  - À l'est, le jardin public où se dresse le château décrit ci-dessous.
  - Au centre, des enclos agricoles pâturés et un petit étang de pêche présentent un cadre très favorable à la promenade.
  - À l'ouest, dans le bois, couvrant un espace de 8 hectares, sont disséminés un monument allemand, des ouvrages militaires datant de la Première Guerre mondiale ainsi qu'un cimetière militaire allemand où reposent 2 498 soldats. Dans le bois, on trouve des essences particulières telles que le marronnier, le châtaignier, le chêne pédonculé, l'orme, le frêne, le hêtre et de nombreux merisiers.
- Au sein de la propriété Dalle-Dumont se trouve un monument aux morts allemand, érigé en 1915 et imaginé par l'architecte allemand Wilhelm Kreis. Sur son bas-relief, on peut lire " Den gefallenen Kameraden 1914-1915. Die Ihr den Tod Im heiligen Kampf fand't Ruth auch in fremder Erd Im Vaterland " - " Aux camarades tombés en 1914-1915. Vous qui avez trouvé la mort au cours de la bataille sacrée vous reposez même en terre étrangère dans votre patrie."
- Dans le parc, on trouve également "la bergerie" du XVIIe siècle transformée en musée des petits métiers de la ferme et siège de l'association d'histoire "Hier-Wervicq" créée en 1983 par le maire monsieur Antoine Feys.

### Les «châteaux»
- Le château blanc : en 1910, Charles Derville-Avot, rubanier Cominois, entreprend la construction sur l'un de ses terrains wervicquois, d'une imposante demeure bourgeoise de style néo-classique et dont il sera l'architecte. En 1914, les travaux sont quasi terminés, lorsque l'occupant allemand réquisitionne la bâtisse afin d'en faire un hôpital de campagne ; un lazaret. En 1918, Charles Derville-Avot vend la propriété au brasseur Alphonse Dalle-Dumont. En 1972, la famille Dalle cède le château à la commune qui conformément aux souhaits de la famille en fait un lieu culturel et socio-éducatif[40].
- Le château Léon Vandermeersch - Marie Prouvost ou la Closeraie est une construction datant de 1926, de style normand à faux colombages. La ville l'achète en 1962 pour en faire sa mairie en 1965[41] (inauguration en avril 1964). Datant de 1932, l'ancienne mairie de style régionaliste en brique et pierre est reconvertie en immeuble.
- Entouré d'un parc de deux hectares avec en son sein un étang, le château Demeestère, en fait l'ancienne maison bourgeoise d'un industriel du textile.

### Église, calvaire et chapelles
- En 1802, la paroisse de Wervicq-Sud voit le jour. L'actuelle église de l'Immaculée-Conception, de style roman, est construite sur l'emplacement de celle datant de 1827. Œuvre de Jean-Baptiste Maillard, elle est consacrée en 1875 et dispose d'une cloche datant de 1638.
- Le calvaire Duflo, situé au 101 rue Gabriel Péri, date du XIXe siècle. L'acte de propriété impose son entretien perpétuel aux propriétaires.
- La chapelle Notre-Dame des Sept Douleurs, située rue du Bas-Chemin, elle est dévolue aux jeunes mamans. Détruite en 1963, elle a été reconstruite depuis. Elle contient une statue de Notre-Dame de la Médaille Miraculeuse.
- La chapelle Sainte-Anne, située rue de l'Abbé Bonpain, elle date de la fin du XIXe siècle. Elle a été reconstruite en 1928 et restaurée en 1990. Elle contient une statue de Notre-Dame des Douleurs.
- La chapelle Notre-Dame de la Délivrance, située rue de Linselles, elle date du XIXe siècle. Elle a été reconstruite en 1950. Percutée par une voiture en 2009 elle fut immédiatement reconstruite à l'identique (2010).
- La Chapelle Notre-Dame de Lourdes, située à l'angle de l'allée des lilas et de la rue Jean Jaurès, elle apparaît au cadastre en 1885. Détruite au début des années 1960 pour faire des lotissements, elle est reconstruite à son emplacement actuel.
- La Chapelle Notre-Dame de Lourdes, située rue de Linselles, face à l'entrée du Parc Dalle Dumont.

### Rues
En 1936, le conseil municipal décide de rendre hommage à ses enfants Morts pour la France lors de la Première Guerre mondiale. Quatre nouvelles rues apparaissent :
- la rue des frères Hollebecque ; Julien, caporal, tué le 3 septembre 1914 à Maubeuge à l'âge de 23 ans et son ainé, Charles décédé le 27 septembre 1914 à Joigny dans l'Yonne à l'âge de 27 ans.
- la rue des frères Deblaere,
- la rue des frères Derhore,
- la rue des frères Saint-Léger.

### Hameaux
Les plus anciens hameaux et lieux-dits de Wervicq-Sud sont Le Blaton, où selon la légende, serait né dans une feuille de vigne Jehan Van d'Helle ; La Planche-de-Pierre ; La Montagne ; La Bouteille Noire ; Le Robinet et La Ferme brûlée.

## Vivre à Wervicq-Sud

### Médias
Tous les deux ou trois mois, la ville édite un journal d'informations locales de huit pages en couleur, le « Vivre à Wervicq-Sud » distribué aux habitants ou consultable en ligne sur le site de la commune.

### Sports
Près de vingt associations sportives sont actives dans la cité ; tir à l'arc, badminton, boxes, football, gymnastique, handball, pêche, tennis, tennis de table, volley etc.
Au sein du parc Dalle-Dumont se trouve un parcours acrobatique en hauteur.

#### Football
Wervicq-Sud compte un club de football qui se nomme l'USW (Union Sportive Wervicquoise), Il dispose de deux terrains synthétiques qui s'avoisinent dont le terrain d'honneur Lucien Bonnet (football)

#### Les équipements sportifs
La commune dispose de deux complexes sportifs.

### Marché et brocantes
Depuis le 1er avril 2012, un marché dominical et hebdomadaire se déroule sur place de l'Europe inaugurée le 11 septembre 2010 par Martine Aubry, Présidente de LMCU, accompagnée d'élus locaux.
Il y a quatre braderies dans la commune :
- le 8 mai, aux alentours de la rue de l'Industrie.
- Mi-mai, dans le quartier des Frères Saint-Léger, Rue Mozart et Rue Rameau.
- le dimanche de la Pentecôte, dans le quartier des Platanes.
- mi-octobre, aux alentours de la rue des frères Hollebecque.

### Festivités

#### Les Fêtes de la Lys
Depuis 1998, elles ont lieu le 1er dimanche de juillet dans plusieurs communes françaises ou belges de la plaine de la lys

#### La fête de Jehan Van d'Helle
La légende :
De retour de Floride, Jehan Van d'Helle y rapporte les premiers plants de tabac qu'il présente à la cour.
De sa bâtisse, le château "Mariage", où il vit avec sa femme Sabine de Snuf et ses deux enfants Sot'ch et Turlutte, Jehan Van d'Helle aime surveiller ses champs afin d'y éviter toute intrusion.
Assis dans son fauteuil pour rester éveillé, il fume la pipe. Un jeudi de l'Ascension, endormi, sa barbe s'enflamme. Heureusement, son épouse a l'esprit d'éteindre l'incendie naissant et de jeter la pipe par la fenêtre.
C'est pour commémorer cet événement que dans la commune, festivités, défilé de géants et jet de pipes ont lieu chaque jeudi de l'Ascension.

#### Les géants de Wervicq-Sud
Le géant Jehan Van d'Helle a vu le jour en 1954. Le nom "D'Helle" est dérivé de celui des brasseurs Dhalle et Jehan soit Jean en vieux français, il a été choisi en hommage au curé de l'époque. Le géant porte un sarrau bleu, un foulard rouge et une casquette. Il mesure 4,60 mètres pour près de 80 kg.
Son épouse Sabine De Snuif porte une robe à carreaux rouges et verts ainsi qu'un un sac contenant des feuilles de tabac.
Dans les années 1980, Soe'ch, diminutif de François en flamand, a vu le jour. Il est suivi de Turlutte quelques années plus tard. Cette dernière porte une jupe en jean, un pull rose et dans la main droite une tétine ainsi qu'une cigarette dans la main gauche.
Cette cigarette a depuis disparu avec la loi du 10 janvier 1991 relative à la lutte contre le tabagisme et l'alcoolisme dite loi Evin. C'est d'ailleurs l'ensemble des festivités qui ont manqué de disparaitre avec cette loi mais le comité des fêtes a promptement réagi, depuis la fête du tabac est devenue la fête Jehan Van d'Helle.

#### Concours d'élégance de voitures anciennes
Depuis 2009 fin mai ou début septembre, se déroule à la propriété Dalle-Dumont un concours d'élégance de voitures anciennes.

### Jumelages
- Roetgen (Allemagne) depuis 1974

## Personnalités
- Jacques, Joseph Filassier ou Fillassier né en 1745 et décédé en 1799 à Clamart, élu le 15 septembre 1791, député de Paris à l'Assemblée législative[44].
- Pierre Messiaen, né à Wervicq-Sud le 13 mars 1883 et décédé le 16 mai 1957, est un homme de lettres français, connu pour sa traduction et son exégèse de Shakespeare.
- Victor Hugo, peintre et décorateur, y est né le 24 octobre 1883[45].
- Dans la nuit du 13 au 14 octobre 1918, le caporal Adolf Hitler est gazé sur la montagne de Wervicq-Sud. Il est soigné dans le château Dalle-Dumont qui servait d'hôpital aux Allemands. Le 26 juin 1940, après être passé par Ypres et Comines, le Führer Adolf Hitler est revenu sur les lieux de ce gazage anglais[46],[47].
- Pendant la Première Guerre mondiale, Max Beckmann, un des pères fondateurs de l'expressionnisme, sert au lazaret du château Dalle-Dumont, en qualité qu'infirmier.
- Parmi les dix enfants de la famille Dalle-Dumont, François Dalle deviendra avocat et directeur général du groupe L'Oréal.
- Léon Vandermeersch, né le 7 janvier 1928 est un sinologue français. Ancien directeur de l'École française d'Extrême-Orient et ancien directeur d'études des religions de la Chine à l'École pratique des Hautes Études, il est chevalier de l'Ordre de la Légion d'honneur et de l'Ordre des Palmes académiques.
- Lucien Bonnet, né le 27 novembre 1933 décédé le 7 novembre 2007 à Wervicq-Sud, est un ancien footballeur français.
- Bernard Vandermeersch est un paléoanthropologue français né en 1937 à Wervicq, professeur à l'université Bordeaux, spécialiste des néandertaliens.

## Pour approfondir